# Droga krajowa B282 (Niemcy)
Droga krajowa 282 (niem. Bundesstraße 282, B 282) – niemiecka droga krajowa biegnąca przez dwa landy (Turyngię i Saksonię) od miejscowości Schleiz do przedmieść Plauen. Przebiega przez miasto Mühltroff. Jest częścią trasy europejskiej E49.